# 第304機械化歩兵師団 (ベトナム陸軍)
第304機械化歩兵師団（Sư đoàn 304 bộ binh cơ giới）は、ベトナム人民軍（陸軍）の師団の1つ。

## 歴史
- 1949年末 - 第3、第4連区の主力部隊から第304師団の編成開始
- 1950年3月10日 - 第4連区（タインホア省トースアン県）において編成完結式。師団長黄明草、政治委員黎掌（vi:Lê Chưởng）
- 1950年3月～10月 - 北部平原の敵後方で活動
- 1951年5月 - 光中戦役に参加し、ホアビン地区において連隊規模の待ち伏せを実施
- 1952年春 - 部隊整備・訓練に従事
- 1952年10月 - 敵後方に浸透
- 1953年 - 上寮戦役に参加
- 1954年 - ディエンビエンフーの戦いにおいて予備隊を担当。北部解放後、戦略予備部隊となる。

ベトナム戦争時、師団は、A師団とB師団に分かれた。第304A師団は、南方のクアンナム一帯で活動し、第304B師団は、北方のタイグエン地区で部隊を訓練した。
- 1968年 - A師団がケサン戦役に参加
- 1971年 - 国道9号線戦役に参加
- 1972年 - クアンチ戦役に参加
- 1974年5月 - 第2軍（香江兵団）に編入
- 1975年 - 順化-ダナン戦役、ホーチミン戦役に参加。東方からサイゴン市に突入し、南ベトナム大統領ズオン・バン・ミンを捕えた。
- 1976年 - 順化-ダナン地区に駐屯
- 1978年末 - カンボジア侵攻作戦に参加
- 1979年3月 - ランソン地区に緊急出動した後、河北省ランザン県に駐屯

その後、ソ連軍の援助の下、ベトナム人民軍2番目の機械化歩兵師団に改編された。

## 編制
- 第9機械化歩兵連隊 （Trung đoàn 9 bộ binh cơ giới）
- 第57機械化歩兵連隊 （Trung đoàn 57 bộ binh cơ giới）
- 第66機械化歩兵連隊 （Trung đoàn 66 bộ binh cơ giới）
- ？砲兵連隊